# Championnats d'Europe de boxe amateur 2022
Cet article traite de l'épreuve masculine. Pour la compétition féminine, voir Championnats d'Europe féminins de boxe amateur 2022.
Navigation
Édition précédente Édition suivante
La 44e édition des championnats d'Europe de boxe amateur a lieu au Complexe Karen Demirtchian d'Erevan, en Arménie, du 23 au 30 mai 2022. 13 épreuves sont au programme.

## Médaillés
| Épreuve                       | Or                        | Argent                          | Bronze                                  |
| ----------------------------- | ------------------------- | ------------------------------- | --------------------------------------- |
| Poids pailles (-48 kg)        | Sakhil Alakhverdovi       | Ergyunal Sebahtin               | Jakub Słomiński Leonardo Esposito       |
| Poids mouches (-51 kg)        | Martin Molina Salvador    | Kiaran MacDonald                | Dmytro Zamotayev Federico Serra         |
| Poids coqs (-54 kg)           | Billal Bennama            | Dylan James Eagleson            | Manuel Cappai Daniel Asenov             |
| Poids plumes (-57 kg)         | Vasile Usturoi            | Artur Bazeyan                   | Michele Baldassi Javier Ibanez Diaz     |
| Poids légers (-60 kg)         | Artyush Gomtsyan          | José Quiles Brotons             | Roland Veres Iurii Shestak              |
| Poids super-légers (-63,5 kg) | Hovhannes Bachkov         | Lounès Hamraoui                 | Richard Kovacs Adrian Thiam Creus       |
| Poids welters (-67 kg)        | Vakhid Abbasov            | Lasha Guruli                    | Alexandru Paraschiv Ioan Croft          |
| Poids super-welters (-71 kg)  | Mohammed Harris Akbar     | Garan Croft                     | Yurii Zakharieiev Magomed Schachidov    |
| Poids moyens (-75 kg)         | Gabriel Dossen            | Lewis Richardson                | Salvatore Cavallaro Sam Hickey          |
| Poids mi-lourds (-80 kg)      | Agejev Artjom             | Alfred Cromwell Commey          | Luka Plantić Ivan Sapun                 |
| Poids lourds-légers (-86 kg)  | Georgii Kushinashvili     | Rafayel Hovhannisyan            | Paul Andrei Aradoaie Tomasz Niedźwiecki |
| Poids lourds (-91 kg)         | Aziz Abbes Mouhiidine     | Enmanuel Reyes Pla              | Lewis Williams Narek Manasyan           |
| Poids super-lourds (+91 kg)   | Nelvie Raman Hess Tiafack | Ayoub Ghadfa Drissi El Aissaoui | Delicious Orie Ahmed Hagag              |

## Tableau des médailles
Légende
 *  Pays organisateur 
| Rang  | Nation         | Or | Argent | Bronze | Total |
| ----- | -------------- | -- | ------ | ------ | ----- |
| 1     | Géorgie        | 3  | 1      | 0      | 4     |
| 2     | Serbie         | 2  | 0      | 0      | 2     |
| 3     | Espagne        | 1  | 3      | 1      | 5     |
| 4     | Angleterre     | 1  | 2      | 2      | 8     |
| 5     | Arménie        | 1  | 2      | 1      | 4     |
| 6     | Italie         | 1  | 1      | 5      | 7     |
| 7     | France         | 1  | 1      | 0      | 2     |
| 7     | Irlande        | 1  | 1      | 0      | 2     |
| 9     | Allemagne      | 1  | 0      | 1      | 2     |
| 10    | Belgique       | 1  | 0      | 0      | 1     |
| 11    | Bulgarie       | 0  | 1      | 2      | 3     |
| 12    | Pays de Galles | 0  | 1      | 1      | 2     |
| 13    | Ukraine        | 0  | 0      | 4      | 4     |
| 14    | Hongrie        | 0  | 0      | 2      | 2     |
| 14    | Pologne        | 0  | 0      | 2      | 2     |
| 16    | Autriche       | 0  | 0      | 1      | 1     |
| 16    | Croatie        | 0  | 0      | 1      | 1     |
| 16    | Écosse         | 0  | 0      | 1      | 1     |
| 16    | Moldavie       | 0  | 0      | 1      | 1     |
| 16    | Roumanie       | 0  | 0      | 1      | 1     |
| Total | Total          | 13 | 13     | 26     | 52    |